# المدرم بني عامر (أسلم)

تعديل مصدري - تعديل

المدرم بني عامر هي إحدى قرى عزلة أسلم الوسط بمديرية أسلم التابعة لمحافظة حجة، بلغ تعداد سكانها 90 نسمة حسب تعداد اليمن لعام 2004.